# Afonso Praça

Afonso Emílio Praça (Felgar, Torre de Moncorvo, 13 de Janeiro de 1939 — Lisboa, 3 de Maio de 2001) foi um jornalista e escritor português. Estudou nos Seminários de Vinhais e Bragança, de 1951 a 1958 (onde concluiu o 2.º ano do Curso de Filosofia), no Colégio de S. João de Brito, em Bragança, e na Faculdade de Letras da Universidade de Lisboa, onde se licenciou em Filologia Românica, em 1968.

## Carreira
Afonso Praça começou a actividade jornalística na revista Flama, em Setembro de 1961, vindo a profissionalizar-se, sete anos depois, no Diário de Lisboa, onde se manteve até Janeiro de 1972. Ingressou então no República, regressando em Dezembro de 1974 ao Diário de Lisboa, onde se manteve até Agosto de 1975, altura em que passou para o semanário O Jornal, de que foi um dos fundadores. Entre 1973 e 1975 pertenceu também ao quadro redactorial da revista Vida Mundial, tendo ainda colaborado na delegação de Lisboa do Diário de Moçambique.
No grupo de O Jornal foi também director de O Jornal da Educação e dos semanários Se7e e O Bisnau (semanário humorístico e satírico), além de colaborador do Jornal de Letras. Foi ainda redactor da revista Visão e autor do programa televisivo Portugal de Faca e Garfo. Na RTP colaborou noutros programas, como Memória dum Povo, Um, dois, três (de Carlos Cruz), Faz de Conta (de Raúl Solnado) e Quem conta um conto (de Mário Zambujal), e foi autor de textos para vários documentários. Foi co-autor, com Fernando Assis Pacheco, da adaptação (a partir do romance de Manuel Mendes, Pedro - Romance dum vagabundo) e diálogos do filme Pedro Só, de Alfredo Tropa, e actor do filme Bárbara, do mesmo realizador.
Presidente do Sindicato dos Jornalistas em 1974 e 1975, pertenceu por mais de uma vez aos corpos directivos da Casa da Imprensa e foi professor da Escola Superior dos Meios de Comunicação Social (1976/77), da Escola Secundária dos Olivais (1980/81) e do Departamento de Língua e Cultura Portuguesa da Faculdade de Letras de Lisboa. Participou como monitor em cursos de formação na área da Comunicação, nomeadamente nos que foram promovidos pela Casa de Trás-os-Montes e Alto Douro-Escola Superior de Educação de Bragança, pela Conferência Episcopal Portuguesa e pelas dioceses de Aveiro, Viana do Castelo, Algarve e Évora.

## Colaborações jornalísticas
- Flama[1]
- Diário de Lisboa — Profissionalização jornalística e redactor[1]
- República
- Vida Mundial — Redactor
- Diário de Moçambique
- O Jornal — Fundador[1]
- O Jornal da Educação — Director
- Se7e — Director
- O Bisnau — Director
- Mensageiro de Bragança
- A Voz do Nordeste
- A Voz Portucalense
- Jornal do Fundão
- Aurora do Lima
- Ribatejo
- Brados do Alentejo
- Seara Nova
- Record
- Rádio & Televisão
- Volta do Mundo
- Bragantia
- JL (Jornal de Letras)
- Visão — Redactor[1]

## Obras
- O Regionalismo em Trindade Coelho (separata do Boletim da Sociedade da Língua Portuguesa), SLP, 1961
- 25 de Abril (em co-autoria), 1974
- Um momento de ternura e nada mais: trópicos de capricórnio (crónicas), Editorial Notícias, 1995
- Bragança, 1944/45: um ano na Vida de Virgílio Ferreira (separata da revista Brigantia, 1995)
- O Coronel que morreu de sentido: a história de um bravo militar contada em prosa de jornal e versos de cego (ficção), Editorial Notícias, 1996.
- Receitas afrodisíacas & desenhos eróticos, 1997
- Onde, a propósito de petiscos, se recorda um abade (prefácio ao volume dedicado a Trás-os-Montes da colecção sobre cozinha regional, de Maria Odete Cortes Valente), Círculo de Leitores
- Novo Dicionário de Calão, Editorial Notícias, 2001